# (3738) Ots
(3738) Ots est un astéroïde de la ceinture principale.

## Description
(3738) Ots est un astéroïde de la ceinture principale. Il fut découvert le 19 août 1977 à Naoutchnyï par Nikolaï Tchernykh. Il présente une orbite caractérisée par un demi-grand axe de 2,22 UA, une excentricité de 0,17 et une inclinaison de 1,2° par rapport à l'écliptique.

## Compléments